# Highway (Zeitschrift)
Highway – Das Cannabismagazin war eine deutschsprachige Special-Interest-Zeitschrift, die zweimonatlich erschien. Die meisten Artikel behandelten das Thema Cannabis und die Legalisierung des Cannabiskonsums, die Zeitschrift beinhaltete aber auch Informationen zur Aufzucht. Der eigene Anspruch lautete: „Bis zur Legalisierung des Rauschmittels in Deutschland die Leser zu informieren.“ Sitz der Redaktion war in Wuppertal. 

## Auflage und Vertrieb
Die Auflage betrug 25.000 Exemplare je Ausgabe. Zum Verbreitungsgebiet zählten Deutschland, Österreich und die Schweiz. Die erste Ausgabe erschien am 29. Januar 2016, die zweite am 1. April 2016. Vertrieben wurde Highway über Zeitungskioske, Bahnhofsbuchhandlungen und szenenahe Fachgeschäfte wie Headshops und Growshops. Zudem wurde ein kostenpflichtiges E-Journal zum Download angeboten. Als Werbemittel und Instrument zur Kundenbindung wurde die kostenlose Android-App Highway Cannabis Quiz entwickelt. Zuständig für den Vertrieb war der IPS Pressevertrieb. 
Highway war ein Sponsor der im Mai 2016 veranstalteten Cannabismesse Mary Jane Berlin. 